# SBB Re 484 sorozat
Az SBB Re 484 sorozat egy modern, energia-visszatáplálásra alkalmas, négyáramnemű (15 kV, 16,7 Hz AC, 25 kV 50 Hz AC, 1,5 kV DC, 3 kV DC), Bo'Bo' tengelyelrendezésű villamosmozdony-sorozat, mely a Bombardier TRAXX mozdonycsaládba tartozik. 2004-től 2007-ig 21 darab mozdony épült az SBB Cargo-nak, ahol tehervonatokat és RoLa vonatokat továbbít. A sorozatot a nemzetközi forgalomban tervezték bevetni, elsősorban Olaszország felé. A mozdonysorozat alkalmas lenne Európában szinte bárhol közlekedni, azonban nincsen felszerelve az országspecifikus vonatbefolyásoló rendszerekkel. A mozdonyt az elődökhöz képest jelentősen áttervezték, hogy megfeleljen a szigorodó európai biztonsági szabályoknak. Ez elsősorban a mozdonyok elején látszik.